# Google Analytics
Google Analytics (сокращённо GA) — бесплатный сервис, предоставляемый Google для создания детальной статистики посетителей веб-сайтов. Статистика собирается на сервере Google, пользователь только размещает JS-код на страницах своего сайта. Код отслеживания срабатывает, когда пользователь открывает страницу в своем веб-браузере (при условии разрешённого выполнения Javascript в браузере).

## Описание
Бесплатная версия не гарантирует обработку более чем 10 миллионов просмотров страниц в месяц. Для подобных сайтов с сентября 2011 года предлагается использовать Google Analytics Premium (от 150 тыс. долларов США в год), который может обрабатывать до 1 миллиарда посещений.
Сервис интегрирован с Google AdWords. Особенностью сервиса является то, что веб-мастер может оптимизировать рекламные и маркетинговые кампании Google AdWords при помощи анализа данных, полученных сервисом Google Analytics, о том, откуда приходят посетители, как долго они остаются на сайте, и где они находятся географически. Пользователи видят группы объявлений и отдачу от ключевых слов в отчётах. Также доступны дополнительные возможности включая разделение посетителей на группы.
Пользователи сервиса могут определить цели и последовательности переходов. Целью может выступать страница завершения продаж, показ определённых страниц или загрузка файлов. Используя данный инструмент, маркетологи могут определять, какая из рекламных кампаний является успешной, и находить новые источники целевой аудитории.

## История

### Первые версии
Сервис является продолжением аналитической системы Urchin on Demand компании Urchin Software (Google купила эту компанию в апреле 2005 года). Google всё ещё предоставляет отдельное приложение Urchin. Клиенты Urchin обеспечиваются такой же поддержкой программного продукта, как и до покупки корпорацией Google, новая бета-версия программы вышла в октябре 2007 года. В сервис привнесены идеи Adaptive Path, чей продукт, Measure Map, был выкуплен и получил название Google Analytics в 2006 году.
Открытая регистрация в сервисе под маркой Google была открыта в ноябре 2005 года. Однако из-за огромного наплыва посетителей, новые регистрации были приостановлены спустя несколько дней. По мере наращивания мощностей, Google ввёл регистрацию по приглашениям. Начиная с середины августа 2006 года сервис стал доступен для всех желающих. Новая версия пользовательского интерфейса была выпущена 17 мая 2007 года.
Любой пользователь может добавить до 50 профилей сайтов. Каждый профиль обычно соответствует одному сайту.
Google Analytics показывает основную информацию «на панели инструментов», более детальную информацию можно получить в виде отчётов. В данный момент доступно более 80 видов настраиваемых отчётов.
В 2011 году в Google Analytics появилась функция Real Time, позволяющая видеть изменения, происходящие на сайте в реальном времени. С помощью её отчетов можно отслеживать движение трафика с социальных медиа для оценки рекламной кампании ещё до её запуска. Фактически это нововведение ознаменовало собой начало проникновения визуализации в веб-аналитику.

### Universal Analytics
В 2013 году появилась версия Google Analytics «Universal Analytics». Она расширила возможности системы, позволяя отслеживать не просто посещение пользователем сайта, но и все его поведение в целом.
Начиная с 15 марта 2015 Google запустил новое расширение своей платной версии Analytics — Google Analytics 360 Suite. Платная платформа предоставляет аналитические данные, которые компании могут использовать для подсчета ROI и эффективности маркетинговых расходов. Компоненты расширения — Analytics 360, Tag Manager 360, Optimize 360, 360 attribution, Audience Center 360, и Data Studio 360.

### Google Analytics 4
В октябре 2020 года Google представила новую версию GA — «Google Analytics 4», которая стала использоваться при создании нового ресурса по умолчанию. При этом, тестовая версия работала ещё с 2019 года. В марте 2022 года в компании объявили, что с 1 июля 2023 года «Universal Analytics» перестанет обрабатывать обращения пользователей. Ресурсы, созданные в «Analytics 360», прекратят поддерживаться 1 октября 2023 года.
1 июля 2023 года Google окончательно перешёл с Universal Analytics на Google Analytics 4.
Новая версия делает акцент на пользователях и точности отслеживания их поведения. Помимо известного уже UserID, предлагается ещё два способа кросс-платформенного отслеживания: Google Signals и Device ID.

## Запреты
В июле 2020 года после аннулирования Privacy Shield — договора о передаче данных между ЕС и США, у Google Analytics начались проблемы с легальностью в Евросоюзе. Дело в том, что характер сбора данных Google Analytics предполагает обязательное попадание информации на её американские серверы. Тогда как Европейский суд признал, что в Соединенных Штатах невозможно достигнуть должной безопасности данных. По мнению европейских юристов, эта ситуация нарушает Общий регламент по защите данных (GDPR). Использование программы стало официально запрещено в Нидерландах, Австрии и Франции. В июле 2022 года сервис был официально запрещен в Италии. Пятой страной Евросоюза, где Google Analytics оказался вне закона, стала Дания. В перспективе запрет с большой долей вероятностью коснется всего Евросоюза
Федеральная служба по техническому и экспортному контролю (ФСТЭК) рекомендовала государственным органам России исключить использование иностранных сервисов, которые производят подсчет и сбор данных о посетителях и предоставляют информацию о местоположении. В число таких программ попала Google Analytics.